# Piórniczkowate
Piórniczkowate (Pterulaceae Corner) – rodzina grzybów znajdująca się w rzędzie pieczarkowców (Agaricales).

## Systematyka
Do rodziny Pterulaceae według CABI Databases należą rodzaje:
- Actiniceps Berk. & Broome 1876
- Adustomyces Jülich 1979
- Allantula Corner 1952
- Aphanobasidium Jülich 1979 – żelkówka
- Cerocorticium Henn. 1899
- Chaetotyphula Corner 1950
- Chrysoderma Boidin & Gilles 1991
- Coronicium J. Erikss. & Ryvarden 1975
- Deflexula Corner 1950
- Globulicium Hjortstam 1973
- Merulicium J. Erikss. & Ryvarden 1976
- Myrmecopterula Leal-Dutra, Dentinger & G.W. Griff. 2020
- Parapterulicium Corner 1952
- Pterula Fr. 1832 – piórniczka
- Pterulicium Corner 1950

Nazwy naukowe na podstawie Index Fungorum. Polskie nazwy na podstawie pracy Władysława Wojewody z 2003 r. i K. Karasińskiego.